# Réserve naturelle du bassin de l'Oubsou-Nour
La réserve naturelle du bassin de l'Oubsou-Nour (en russe : заповедник "Убсунурская котловина") est une réserve naturelle de Russie de l'autre côté de la frontière mongole située en république de Touva. Elle est constituée de neuf secteurs séparés les uns des autres. Sept se trouvent le long de la frontière mongole et trois le long de la frontière avec la république de l'Altaï. La réserve a été instituée le 24 janvier 1993 et reconnue réserve de biosphère par l'Unesco en 1997.

## Géographie
La réserve naturelle se trouve du côté russe du bassin (formant une dépression) du lac Oubsou-Nour (Uvs nuur en mongol). Elle est partagée en neuf secteurs:
- Kara-Khol : 122 451 hectares
- Khan-Deer : 112 917,4 hectares (coordonnées: 51° 39′ - 52° 15′ N, 90° 00′ - 92° 15′ E.)
- Oroukou-Chinaa : 28 750 hectares
- Oular : 18 000 hectares (coordonnées: 50° 18′ - 50° 31′ N et 92° 20′ - 95° 50′ E.)
- Mongoun-Taïga : 15 890 hectares (coordonnées: 50° 45′ - 50° 29′ N, 94° 23′ - 95° 35′ E.)
- Aryskannyg : 15 000 hectares (coordonnées: 50° 08′ - 50° 54′ N et 94° 25′ - 94° 38′ E.)
- Tsougueer-Els : 4 900 hectares (coordonnées: 49° 45′ - 50° 29′ N et 94° 45′ - 95° 35′ E.)
- Nord de l'Oubsou-Nour : 4 490 hectares (coordonnées: 48° 15′ – 51° 09′ N et 90° 40′ – 98° 50′ E.)
- Yamaalyg : 800 hectares

## Histoire
Le bassin de l'Oubsou-Nour a été inclus en 1995 à la liste du patrimoine mondial de Russie (le premier territoire ayant été les forêts vierges de Komi) en tant qu'espace non touché par l'homme et l'une des lignes de partage des eaux les plus importantes de l'Asie centrale. Près de quarante mille kourganes s'y trouvent et n'ont pas tous été fouillés, ainsi que d'autres lieux archéologiques témoins du nomadisme des Scythes, des peuples altaïques et des Huns. Le territoire concerné comprend 75 000 km2 de steppe, de steppe boisée et de forêts. Le dossier a été présenté par la république de Touva et la république de Mongolie.
La réserve naturelle a reçu le statut de réserve de biosphère de l'Unesco sous le nom de Ubsunurskaya kotlovinaen 1997, comme premier pas vers la protection du pin de Sibérie et de l'épicéa de Sibérie. Elle s'étend sur 10 688,535 km2 et comprend aussi bien des glaciers que des forêts, des déserts avec des dunes, des steppes semi-arides, des immenses zones de taïga et de toundra alpine, des alpages.

## Faune

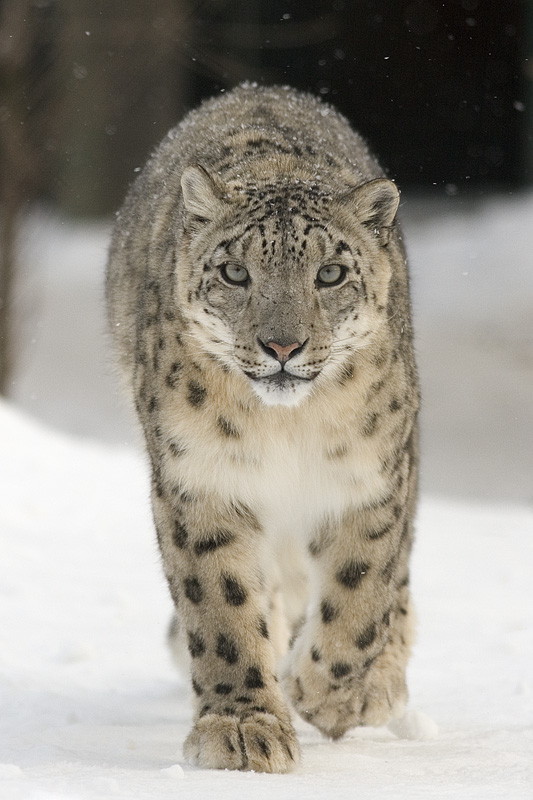
Photographie d'un léopard des neiges

Les oiseaux sont représentés par 359 espèces et les mammifères par environ 80 espèces. Les plus significatives étant les espèces de montagne, de toundra et de taïga. Le rare léopard des neiges apparaît, ainsi que le lynx, le glouton, le cerf élaphe ou le tétras de l'Altaï. Des espèces vivant dans la steppe, on observe notamment l'alouette de Mongolie, la grande outarde, la grue demoiselle, l'écureuil terrestre ou la gerbille. Des espèces qui ont disparu ailleurs peuvent s'observer ici. Elles sont inscrites au livre rouge de Russie.

## Patrimoine mondial
Sept secteurs de la réserve sont inscrits en 2003 à la liste du patrimoine mondial du bassin de l'Oubsou-Nour (Russie-Mongolie), distingué en 1995.